# Tanystylum haswelli
Tanystylum haswelli är en havsspindelart som beskrevs av Child, C.A. 1990. Tanystylum haswelli ingår i släktet Tanystylum och familjen Ammotheidae. Inga underarter finns listade i Catalogue of Life.